# Parafia wojskowa św. Augustyna w Złocieńcu
Parafia wojskowa pw. Świętego Augustyna w Złocieńcu znajduje się w Dekanacie Wojsk Lądowych Ordynariatu Polowego Wojska Polskiego (do roku 2012 parafia należała do Pomorskiego Dekanatu Wojskowego). Jej proboszczem jest ks. mjr Tadeusz Gryglicki. Obsługiwana przez księży diecezjalnych. Erygowana 13 sierpnia 1993. Mieści się przy ulicy Czwartaków.